# Winst (onderneming)
Winst is het positieve verschil tussen opbrengst en kosten. Is het verschil negatief, dan is er sprake van verlies. Doorgaans wordt de winst over een bepaalde periode gerapporteerd, bijvoorbeeld de jaarwinst of de kwartaalwinst.
Winst kan gezien worden als:
- vergoeding voor het gebruik van kapitaal;
- opbrengst van goed management;
- risicopremie.

De vergoeding voor het gebruik van kapitaal en de opbrengst van goed management bedraagt over het algemeen enkele procenten van het kapitaal. Bij een groot risico kan de vergoeding voor het nemen daarvan echter oplopen tot enkele tientallen procenten.
Bij kleinere bedrijven zoals een eenmanszaak waarbij de eigenaar geen loon ontvangt, speelt de winst ook een rol als vergoeding voor de geleverde arbeid.
Bij een meer dan normale winst wordt gesproken over surpluswinst of economische rente.

## Algemeen
Winst is, binnen een kapitalistisch systeem, een voorwaarde voor de onderneming om op langere termijn te overleven. De winst is nodig voor het in stand houden en het uitbreiden van de onderneming zelf. 
De winst dan wel het verlies wordt ook vaak als indicator voor het succes van een onderneming gebruikt, en is daarom belangrijk binnen de financiële wereld, bijvoorbeeld om nieuw kapitaal aan te trekken.
Er zijn verschillende mogelijkheden voor een onderneming om de winst na belasting aan te wenden. Deels wordt de winst uitgekeerd aan belanghebbenden via tantièmes en bonussen (aan werknemers) en dividend (aan aandeelhouders). Ook kan een deel van de winst aan het eigen vermogen toegevoegd worden, als reserve voor de toekomst of voor investeringen op een later moment.

## Berekening van de winst
Men berekent de winst door eerst het bedrijfsresultaat te berekenen. Dit is het verschil tussen omzet en de variabele kosten waarbij afschrijvingen tot de kosten moeten worden gerekend. Wanneer men dit bedrijfsresultaat corrigeert voor overige baten en lasten, bijvoorbeeld rente, dan verkrijgt men de winst voor aftrek van belasting (fiscale winst). Wanneer men hierover belasting betaalt, dan resulteert de winst na belasting (economische winst).
Er zijn aannames nodig om de winst te kunnen bepalen. Voorbeelden van aannames of keuzen die gemaakt moeten worden zijn bijvoorbeeld in welke periode kosten vallen, en of bepaalde omzet al als gerealiseerd beschouwd mag worden. Verschillende wetgevers hebben hiervoor accounting regels opgesteld, maar ook de toepassing van deze regels is niet vrij van interpretatie.
Enkele voorbeelden van gebieden waar keuzes of interpretatie noodzakelijk zijn:
- Afschrijving op machines (lineair, getrapt, niet)
- Waarde van de voorraad (volgens FIFO, LIFO of bijvoorbeeld een ijzeren voorraadwaardering)
- Toekenning van overheadkosten (als vast percentage of op basis van activity-based costing)
- Waarde van immateriële zaken zoals merk en goodwill

Doorgaans kan de winst door al deze vrijheden alleen vergeleken worden met de winst in een voorgaande periode zolang de boekhoudkundige aannames niet veranderd zijn. Om meer eenheid in de veelvoud aan winstbegrippen te krijgen zijn de International Financial Reporting Standards in het leven geroepen. Toch menen nog veel analisten dat het winstbegrip zelf slechts beperkte informatie oplevert en dat alleen kasstromen een juiste basis voor vergelijking bieden.

## Het fiscale winstbegrip in Nederland
Winst is ook een fiscaal begrip (Wet op de vennootschapsbelasting 1969 en Wet inkomstenbelasting 2001). Het fiscale winstbegrip hoeft en is in de Nederlandse situatie vaak niet gelijk aan het economische winstbegrip zoals dat geldt voor de bepaling van de jaarrekening (dit in tegenstelling tot veel andere landen alwaar het fiscale en economische winstbegrip per definitie gelijk zijn aan elkaar). Deze verschillen kunnen zowel permanent als tijdelijk zijn, alsook in het voordeel dan wel in het nadeel van de belastingplichtige uitvallen.